# رسومات الحاسوب ثنائية الأبعاد

صورة رسومية ثنائية الأبعاد للعبة سونيك 3.

الرسومات ثنائية الأبعاد هي صورة رقمية مولدة عن طريق الحاسوب، وغالبا ما تكون مولدة من نماذج ثنائية الأبعاد بتقنيات تحددها هذه النماذج، وإن هذه التسمية قد تكون لفرع من فروع المعلوماتية الذي يشمل هذه التقنية أو للنماذج نفسها. وإن هذه الرسومات ثنائية الأبعاد تُستخدم بشكل أساسي في برامج صُممت في الأصل لتقنيات الطباعة والرسم مثل الطباعة وعلم الخرائط والرسم الصناعي والإعلان وغيرها. وفي هذه البرامج لا تعتبر هذه الرسومات تمثيلا للعالم الحقيقي فحسب بل تعتبر منتج مستقل ذو قيمة إضافية، فإن هذه الرسومات هي المفضلة في التقنيات السابقة لأنها تعطي تحكما مباشرا للصورة أكثر من الرسومات ثلاثية الأبعاد.
في العديد من المجالات مثل: النشر المكتبي والهندسة التطبيقية والأعمال التجارية، يعتبر عرض وثائق مبنية على تقنيات ثنائية الأبعاد أسهل من عرض رسومات رقمية، وغالبا ما يكون الفرق بنسبة 1/1000 أو أكثر. وهي أكثر مرونة في العرض لسهولة تصييرها في دقات تفاصيل الصورة مختلفة لتناسب شاشات عرض بقياسات متنوعة، ولهذا السبب تعرض وتحفظ الوثائق والرسوم الإيضاحية على شكل ملفات رسوم ثنائية الأبعاد.
لقد بدأت الرسومات ثنائية الأبعاد بالظهور في الخمسينات على شكل رسوميات متجهية، وحل محلها نظام رسوميات نقطية في العقود اللاحقة. وكانت لغة البرمجة البوست سكربت وأنظمة النوفذة س معالم الرئيسية في التطوير في هذا المجال.